# Guslar
Guslar (celým jménem Guslar Veliký) je smyšlené město ruského/sovětského spisovatele vědeckofantastické literatury Kira Bulyčova, které se objevuje v desítkách povídek.

## Návštěvy z hvězd
Guslar je v povídkách prezentován jako jediné místo na Zemi, kde se (nikdo neví proč) objevují kosmické expedice (poprvé v roce 1967). Starší stopy nebyly dosud zaznamenány.
S hypotézou přišel akademik Špičkin. Při sledování oběžných drah meteorologických družic dospěl k závěru, že Guslar leží na vrcholu jakési vypoukliny bublinoidního tvaru, která je zřetelná pouze při pohledu ze sousedních hvězd.

## Příroda
Město Guslar leží v rovině na řekách Gus a Šmudla (v některých překladech Špindíra). Řeky v okolí Guslaru se od ostatních liší čistotou vody a pomalým tokem. Na jaře povodně, v zimě několikametrové závěje, v létě snesitelné horko a časté bouře, podzim laskavý a zářivě barevný. Koncem října se pravidelně dostaví plískanice. 1876 pozorována severní záře, 1846 trojité slunce. Nejnižší teplota -48 °C (18. 1. 1923). Řeka Šmudla dělí město na historickou část a předměstí.
V lesích žijí medvědi, srnky, divočáci, mývalové, bobři, lišky, rosomáci a vlci. V roce 1952 se pokusili aklimatizovat zubrobizony. Ti se značně rozmnožili ve Vrabčí rezervaci, kde se přirozeným způsobem zkřížili s losy, takže ke svému hrozivému zjevu získali ještě mohutné lopatkovité paroží a klidnou, mírumilovnou povahu.
V řekách a jezerech žije bohatá fauna. Do řeky Gus byly vysazeny gambuzy a bílí amurové. Dosud není známo, odkud se vzaly a rozmnožily brazilské krevety podobné langustám (Homarus vulgaris ME).
V místním tisku bylo oznámeno, že se v okolí vyskytla i moucha tse-tse. Případy spavé nemoci však zaznamenány nebyly.

## Obyvatelstvo
Guslar Veliký má 18.000 obyvatel a žijí zde příslušníci šestnácti národností. V nedaleké vesnici Ostružiník Morušovitý dosud bydlí čtyři rodiny Kožuchů, potomků malého lesního národa ugrofinské jazykové skupiny. Kožuchové mluví vlastním osobitým jazykem, jenž nebyl dosud definitivně rozluštěn. Jejich latinkou psané písemnictví bylo zpracováno velkoguslarským učitelem Ivanovem, tvůrcem kožušského slabikáře.
Mezi osoby Guslaru které se nejčastěji setkávají s mimozemskými návštěvami patří obyvatelé domu č. 16 na Puškinově ulici:
- Kornelius Ivanyč Udalov, vedoucí stavebního odboru města Guslar (žena Xenie, syn Maximka).
- Saša Grubner, vedoucí sběrných surovin, který vyrývá do rýžového zrnka Baladu o slepém mládenci Olegovi
- Vasil Vasiljevič Pogosjan a Valentin Kac, vášniví hráči domina.
- Babka a děda Ložkinovi
- dále pak i ostatní obyvatelé města, např.
- Míša Stendhal, redaktor místních novin
- Mgr. Savič, lékárník
- Primátor Bělov
- Jelena Sergejevna z městského muzea
- Raisa Semjonovna, doktorka
- a další

## Historie
Historie města Guslaru Velikého sahá 750 let do minulosti. Poprvé se Guslar připomíná jako město v tzv. Adrianovském letopisu, kde se uvádí, že kníže Gavril, řečený Dobrotivý, z rodu Potěmkinů v roce 1222 "přišech a zahubich vzpurné to obyvatelstvo městečka Guslaru".
Město pak rychle vzkvétalo, protože bylo výhodně položeno na křižovatkách obchodních cest vedoucích na Ural a dále na Sibiř a také cest směřujících na jih a do západních oblastí Rusi. Guslar byl ušetřen mongolského jha, protože tatarští baskakové (výběrčí daní) poděšeni hustými severskými pralesy raději posílali daňové výměry poštou.
Od 14. století se datuje soupeření mezi Moskvou a Novgorodem, jež se svářili právě o Guslar. Spor skončil až v 15. století vítězstvím Moskvy. V té době bylo město 3× vypáleno a 2× vydrancováno. Jednou srovnala novgorodská družina vévody Lepecha město se zemí. V násl. letech postihly Guslar postupně morové rány (včetně moru dýmějového), zátopy, cholera a hladomor. Rok co rok tam řádily požáry. Město bylo po každé epidemii i požáru znovu obnoveno.
Ze všech "cestovatelů za sluncem" pochází celá třetina z Guslaru, jež se v 16. století změnil v kvetoucí město a stal se důstojným konkurentem Vologdy, Usťugu (zřejmě Velikij Usťug) a Nižního Novgorodu. Např. Timofej Barchatov, který objevil Aljašku, Šimon Nebojsa jenž se s patnácti kozáky vydal až k břehům řeky Kamčatky, Feďko Merkartorov, který jako první vstoupil na Novou Zemi, nebo známé objevitelé Kurilských ostrovů, Čeljabinska, Kalifornie a Antarktidy. Ti všichni se na stará kolena vraceli do rodného města, kde si stavěli až jednopatrové kamenné domy v Tržní ulici, v Modrém úvozu či na Dobytčím svahu. Právě v těchto letech se Guslar začal zvát Guslarem Velikým.
Guslar se málem stal i okresním městem. Dnes je významným centrem velkoguslarského katastru.

## Jméno Guslaru
Vědci se dosud neshodli na jednotném názoru, proč se Guslar nazývá právě Guslarem
- Prof. V. V. Treťjakov zastává ve své monografii Ovládnutí severu stanovisko, že slovo je odvozeno od slova guslar (v ruštině houslař), popř. gusle (housle), což je rovněž Rejzmanova hypotéza, neboť výroba těchto hudebních nástrojů byla v kraji velmi rozšířena.
- Prof. Ylonen a jiní zahraniční vědci se přiklánějí k názoru, že městu dala jméno řeka Gus, na které město leží.
- Verze dr. Tichonravové se domnívá, že na těchto zalesněných územích našli bezpečné útočiště stoupenci českého reformátora Jana Husa, kteří se sem uchýlili před habsburskou tyranií.
- Hledisko dr. Ivanova CSc. odvozuje slovo od kužušského "hus-ľja", což v překladu znamená zadní noha velkého medvěda, žijícího na vysoké hoře. Zajímavé je, že mezi Kožuchy se dosud traduje legenda o bohatýrovi Demovi, který v těchto místech našel zdechlého medvěda a snědl jeho zadní nohu. Jen ta hora je pro vědu dosud nerozlousknutým oříškem.

## Průmysl / Služby
Když se koncem 19. století vyhnula Guslaru železniční trať, ztratilo město svůj původní význam obchodního střediska a stalo se provinčním újezdním městem a říčním přístavem na řece Gus. V Guslaru je pivovar (Guslarské žigulské), továrna na knoflíky, v závodě Zarja se vyrábí kancelářské sponky. Dále je zde mlékárna, pila a bednářství.
Na místě bývalého domu kupce Titova byl postaven Obchodní dům, na Puškinově ulici je papírnictví a zverimex.

## Kultura a školství
Ve městě je průmyslovka pro námořní důstojníky, několik středních škol, školy základní, tři knihovny, dva biografy, klub říčních lodníků a muzeum.
Ve městě se natáčela řada historických filmů, jako Stěnka Razin (kromě exteriérů), Cestovatel Barchatov, Sadko a Guslarská balada.

## Zemědělství
Pěstuje se len, rýže, maniok a pohanka. Chová se zvláštní odrůda skotu (kříženec yaka, soba a zubrobizona). Zpracovává se dřevo.

## Turistika
Turisté, kteří si toto město oblíbili, mají k dispozici hotel Vologda a restauraci Gus, Dům kolchozníků a botel. Mezi památky patří Spaso-Trofimovský klášter, kostel Paraskevny Pjatnicy ze 16. století a Dmitrijevský chrám. Když se v roce 1930 zakládal Park cestovatelů (se sochou cestovatele), byl zbořen zájezdní hostinec a několik menších kapliček.

## Doprava
Spojení s Vologdou zajišťují autobusy (šest hodin jízdy), letadla, která však v Guslaru přistávají jen namátkově, na znamení. Do Archangelska je to letadlem jeden a půl hodiny a lodí (přes Usťug a Kotlas) čtyři dny.